# Lasiomazus concolor
Lasiomazus concolor är en mångfotingart som beskrevs av Loomis 1941. Lasiomazus concolor ingår i släktet Lasiomazus och familjen Chelodesmidae. Inga underarter finns listade i Catalogue of Life.